# Поща Средновръх
„Поща Средновръх“ или „Поща Мидълмост“ (на английски: Middlemost Post) е американски анимационен комедиен сериал, който се създаден от Джон Трабик III и се излъчва премиерно по 9 юли 2021 г.

## Актьорски състав и герои
- Беки Робинсън – Паркър Клауд
- Джон Димаджо – Ангъс Рой Шейкълтън
- Кирен – Лили
- Колтън Дън – Кмет Пийв
- Джони Пембертън – Райън
- Терън Джоунс – Олд Скул[1]
- Тони Хоук – Хоук Мен[2]

## Продукция
На 16 юни 2020 г. е обявено, че Nickelodeon поръча сериал от Джон Трабик III, сториборд режисьорът на „Спондж Боб Квадратни гащи“. Сериалът с 20 епизода е продуциран от Nickelodeon Animation Studio, докато работата е завършена дистанционно по време на пандемията от COVID-19.  Анимацията е направена в Yowza! Animation в Канада. На 18 март 2018 г. е разкрит, че се сериалът ще се излъчи премиерно през юли 2021 г. На 17 юни 2021 г. е обявено, че сериалът ще се излъчи премиерно на 9 юли 2021 г., а първият трейлър на сериала е пуснат в YouTube.
На 24 март 2022 г. сериалът е подновен за втори сезон, съдържащ 13 епизода, който е излъчен премиерно на 2 август 2022 г.

## В България
В България сериалът започва излъчване на 1 ноември 2021 г. по Nickelodeon, а след това по Nicktoons. Също така се излъчва и в стрийминг платформата SkyShowtime.

### Нахсинхронен дублаж
| Роля          | Изпълнител       |
| ------------- | ---------------- |
| Паркър        | Петър Каменов    |
| Ангъс         | Атанас Сребрев   |
| Лили          | Евгения Ангелова |
| Кмет Ядко     | Явор Караиванов  |
| Райън         | Симеон Дамянов   |
| Тери          | Петър Бонев      |
| Госпожица Пам | Ангелина Русева  |

| Обработка           | студио „Про Филмс“ |
| ------------------- | ------------------ |
| Режисьор на дублажа | Евгения Ангелова   |